# Nayer
Nayer Regalado (* 2. August 1988 in Miami, Florida), bekannt unter ihrem Pseudonym Nayer, ist eine US-amerikanische Sängerin. Bekannt wurde sie durch ihr Mitwirken auf Pitbulls Nummer-eins-Hit Give Me Everything (2011).

## Karriere
Nayer begann im Kindesalter ihre Model- und Schauspielkarriere, so war sie in verschiedenen Magazinen und TV-Programmen wie Alondra, Sábado Gigante oder La piñata loca zu sehen. In Begleitung ihrer Eltern reiste sie im Alter von 14 Jahren nach Los Angeles, um ein Demo mit sechs Liedern aufzunehmen. Nachdem sie die Aufnahmen an Plattenfirmen geschickt hatte, wurde sie vom Latinmusik orientierten Label Sony Discos unter Vertrag genommen, das nach einer Sängerin für den Titel First Kiss (Primer Beso) suchte. Nachdem Nayer dieses Lied im Alter von 16 Jahren in englischer und spanischer Sprache aufgenommen hatte, kam es nach seiner Veröffentlichung im Juni 2002 in die amerikanischen Dance-Charts. Aufgrund von geschäftlichen Problemen wurde Nayers Debütalbum nie veröffentlicht.
Nayer arbeitete in der Folgezeit weiter als Sängerin und erlernte das Gitarrenspiel, das Klavierspielen sowie das Songwriting, des Weiteren arbeitete sie als Model für verschiedene Firmen. Im Jahr 2005 ersetzte sie Candice Pillay in Stephen Stones neuer Girlgroup Anything But Monday, die einen Vertrag bei der Universal Music Group unterschrieben. Sie veröffentlichten ihre erste Single Buckwild im Jahr 2008 sowie 2009 ihre zweite Single Bump.
Nayer wurde 2008 von Pitbull entdeckt, als sie den Ms 305-Contest gewann, der auf Pitbulls spanischem Sender Mun2 ausgestrahlt wurde. Seitdem erschien Nayer in vielen verschiedenen Musikvideos von Pitbull und sang auf mehreren Liedern seiner Alben Rebelution (2009), Armando (2010) und Planet Pit (2011) mit.
Im Jahr 2011 wirkte Nayer als Sängerin auf Enrique Iglesias Hit Dirty Dancer und auf Pitbulls Hit Give Me Everything, der in den USA ein Nummer-eins-Hit wurde, mit. Im Juli 2011 veröffentlichte Nayer ihre erste Single seit First Kiss (Primer Beso), mit dem Titel Suave (Kiss Me). Bei dem Lied wirken auch der Rapper Pitbull und der Sänger Mohombi mit.
Im Juli 2013 erschien ein neuer Song von ihr namens Body Talk mit Jason Derulo im Internet. Derulo sagte in einem Interview mit dem Männer-Magazin GQ, dass der Song nicht offiziell sei und dass Nayer den Part von Jason Derulo aus einem anderen Lied geklaut hätte. Es stellte sich außerdem heraus, dass der Beat des Liedes von dem Song Enough Is Enough vom Rock City kopiert worden ist.

## Diskografie

### EPs
- 2002: First Kiss

### Singles
- 2002: First Kiss (Primer Beso)
- 2011: Suave (Kiss Me) (feat. Mohombi & Pitbull)
- 2015: My Body/Mi Cuerpo
- 2017: Yo Soy Lo Que Tu Quieres (feat. Chacal)
- 2017: Adiccion

### Kollaborationen
- 2011: Give Me Everything (mit Pitbull, Ne-Yo & Afrojack)
- 2011: Dirty Dancer (mit Enrique Iglesias, Usher & Lil Wayne)
- 2012: Name of Love (mit Jean-Roch & Pitbull)
- 2014: Bump (mit Anything But Monday)
- 2015: I’m Still Standing (mit Anything But Monday, M.A.D.E.)